# Rudolf Bartonec
Rudolf Bartonec (14. dubna 1916 Ostrava – 22. prosince 2002 Zlín) byl český fotbalista, záložník a útočník, reprezentant Československa.

## Sportovní kariéra
V lize odehrál 184 utkání a dal 48 gólů. Hrál za SK Slezská Ostrava (Baník) (1937 – 1940) a Baťu Zlín (1940 – 1947).
Za československou reprezentaci odehrál roku 1946 dvě utkání (přátelské zápasy se Švýcarskem a Jugoslávií).